# Lycocerus daitoensis
Lycocerus daitoensis là một loài bọ cánh cứng trong họ Cantharidae. Loài này được Kinoda & Nakane in Nakane miêu tả khoa học năm 1993.